# 于里尼
于里尼（法語：Hurigny，法語發音：[yʁiɲi]）是法国索恩-卢瓦尔省的一个市镇，属于马孔区。

## 地理
于里尼（46°20'58"N, 4°47'46"E）面积9.2 平方千米，位于法国勃艮第-弗朗什-孔泰大區索恩-卢瓦尔省，该省份为法国中部省份，北起顺时针与科多尔省、汝拉省、安省、罗讷省、卢瓦尔省、阿列省和涅夫勒省接壤。
与于里尼接壤的市镇（或旧市镇、城区）包括：莱泽、沙尔奈莱马孔、马孔、拉罗什维讷斯、桑塞。
于里尼的时区为UTC+01:00、UTC+02:00（夏令时）。

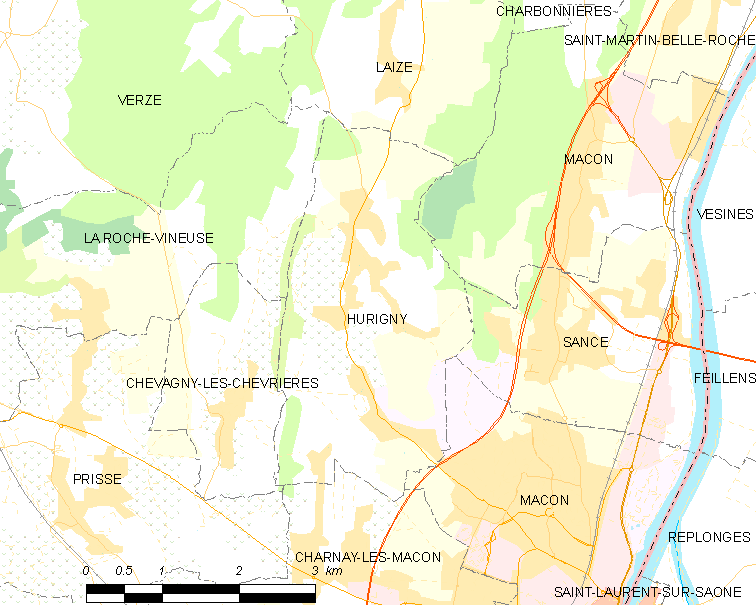
于里尼的OSM定位图

## 行政
于里尼的邮政编码为71870，INSEE市镇编码为71235。

## 政治
于里尼所属的省级选区为于里尼县。

## 人口

1962-2008年间于里尼人口变化图示

于里尼于2022年1月1日时的人口数量为1908人。